# Ali Fardi
Pour les articles homonymes, voir Fardi.
 (février 2019).
Si vous disposez d'ouvrages ou d'articles de référence ou si vous connaissez des sites web de qualité traitant du thème abordé ici, merci de compléter l'article en donnant les références utiles à sa vérifiabilité et en les liant à la section « Notes et références ».
 (février 2019).
Ali Fardi, né le 21 septembre 1985 aux Pays-Bas,,, est un acteur néerlandais d'origine iranienne.

## Filmographie

### Cinéma
- 2012 : Plan C (nl) : L'agent
- 2013 : Your First : Alireza
- 2016 : Fataal (nl) : Ylias Tumär

### Télévision

#### Séries télévisées
- 2012 : Wat als? (nl) : Le joueur de foot
- 2017 : B.A.B.S. (nl) : Le jeune marié
- 2017 : Klem (nl) : Abdu, le garde du corps
- 2017 : Gebroeders S. : Achmed